# Vita Nova

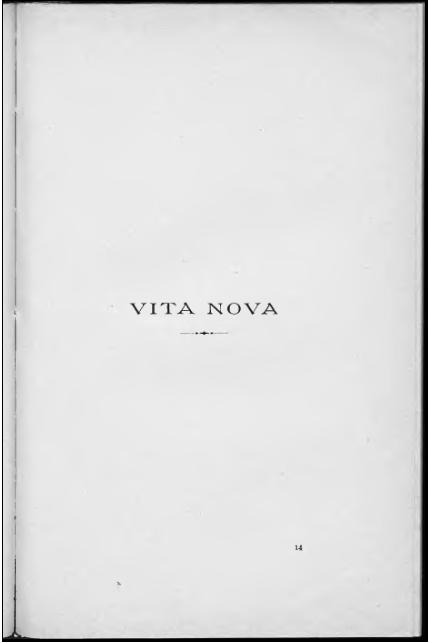

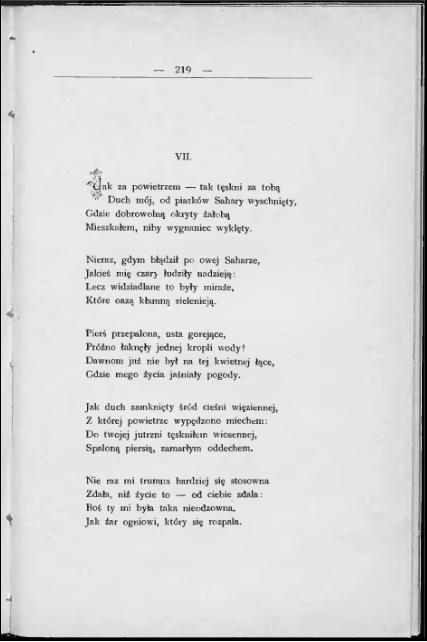

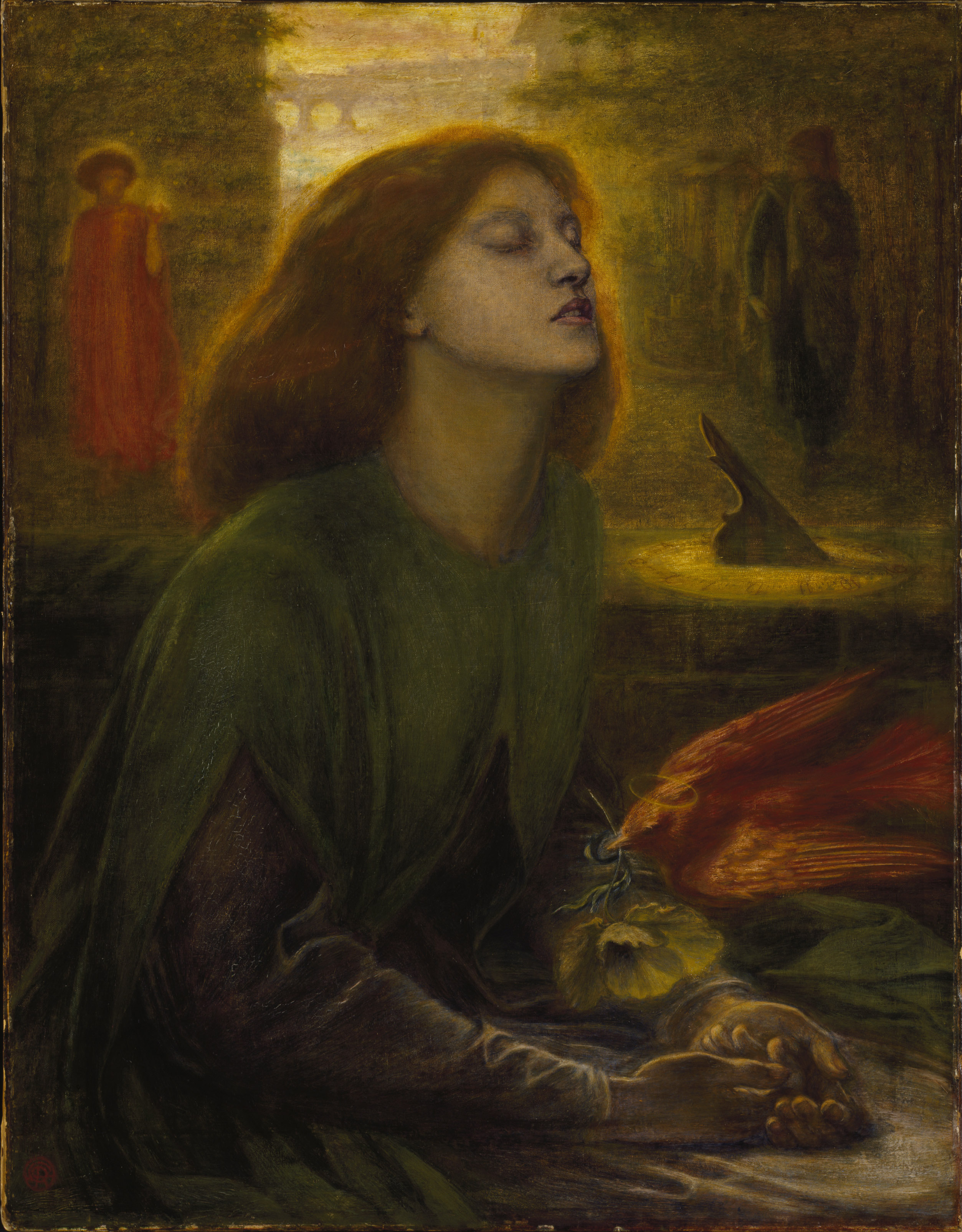
Beatrycze z obrazu Dantego Gabriela Rossettiego

Vita Nova – cykl 11 wierszy miłosnych Antoniego Langego utrzymanych w tonie refleksyjno-filozoficznym, który ukazał się w drugim tomie Poezyj z 1898. 

## Tytuł
Dosłowne przetłumaczenie tytułu z łaciny na język polski brzmi: Nowe życie; utwór nawiązuje tym samym do dzieła Dantego Alighieri La Vita Nuova. Podczas gdy utwór Dantego traktuje o średniowiecznych grach miłosnych przeplatanych mistyczną prozą poetycką skierowaną do Beatrycze Portinari, tematem wszystkich wierszy z Vita Nova jest poszukiwanie idealnej miłości w zderzeniu z ziemską egzystencją i sprawami ostatecznymi człowieka. Dzięki spójnemu światopoglądowi oraz przemyślanej kompozycji, cykl Langego jest jednolity, przybierając formę rozbudowanego poematu filozoficzno-refleksyjnego. Nie wiadomo nic na temat adresatki utworu; pozbawiona została przy tym cech indywidualnych, co pozwala wnioskować, że stanowi ona syntezę wszystkich miłości Langego, bądź symbol miłości w ogóle.

## Spis treści
- I. Coraz nędzniejszy przez twym majestatem...
- II. Były godziny, że jad nienawiści...
- III. Ty wszystkie cuda mogłaś robić ze mną...
- IV. Zdawnam przeczuwał, że napotkam ciebie...
- V. Czy sądzisz, że ten, który zmartwychwstaje...
- VI. Znów ja przed tobą klęczący i korny...
- VII. Jak za powietrzem - tak tęskni za tobą...
- VIII. Ani cię na to Bóg stworzył...
- IX. Nie umiem ogniem palić się słomianym...
- X. O, gdybyś chciała...
- XI. Nie wiesz jak smutne jest życie pieśniarza...

## Kompozycja poematu
La Vita Nuova Dantego zawiera 35 utworów w formie canzona, ballady lub sonetu. Lange ogranicza się do 11 rozdziałów (obejmujących łącznie 20 stron), zachowując jednak specyfikę gatunków wykorzystanych w pierwowzorze. Każdy z wierszy zbudowany został na zasadzie wyraźnej apostrofy do adresatki. Większość rozdziałów utrzymana jest bowiem w konwencji erotyku skierowanego do wyidealizowanej, wręcz zaopatrzonej w atrybuty boskie a pozbawionej przymiotów ludzkich kochanki.
Cykl czytany w całości zachowuje pewną ciągłość, choć może być również czytany jako zbiór pojedynczych wierszy.

## Treść

### Wizja artysty
Wyraźny manifest podmiotu lirycznego jako artysty daje rozdział ostatni, XI. Nie wiesz jak smutne jest życie pieśniarza...; przez jego pryzmat należy jednak czytać rozdziały wcześniejsze, w których Lange subtelnie przemyca treści autotematyczne i filozoficzno-kulturowe na temat roli czy istoty bytu poety.